# مهاة
المَهَاة أو المَارِيَّة أو الأرْخ هو جنس من الظباء الصحراوية التي تقطن شبه الجزيرة العربية وأجزاء مختلفة من قارة أفريقيا، بيضاء اللون وذات جسد متناسق وعينين كبيرتين جميلتين طالما تغزل الشعراء بجمالها. يُصنف جنس المهاة ضمن فصيلة البقريات ورتبة شفعيات الأصابع في طائفة الثدييات، وهو يَضم أربع أنواع هي المهاة العربية التي تقطن شبه الجزيرة العربية ومهاة أبو حراب والشرق إفريقية والجنوب إفريقية التي تقطن شمال وشرق وجنوب أفريقيا على التوالي.
في عام 1972 قتلَ صياد محليٌّ في سلطنة عمان آخر مهاة عربية (أصغر أنواع جنس المهاة) متبقية في البرية، وبعدها لم يَبق سوى القليل من هذه الحيوانات في الأسر، ومن تلك الحيوانات بدأت عملية إعادة إكثار للمهاة العربية لإعادتها إلى البرية. بعد 10 أعوام من انقراض المهاة العربية في البرية أعيد استقدامها مجدداً وللمرة الأولى إلى عمان، ومنذ ذلك الوَقت توسع نطاق عمليات إعادة الاستقدام وتوفير الحماية لهذه الحيوانات ليَشمل دول سلطنة عمان والمملكة العربية السعودية وقطر والبحرين والإمارات والأردن وفلسطين، وعادت أعدادها إلى النمو مجدداً لتبلغ بضعة آلاف، وهو ما دفعَ الاتحاد العالمي للحفاظ على الطبيعة عام 2011 إلى خفض تصنيفها إلى غير محصن بعد أن كان منقرضاً في البرية قبل ثلاثة عقود. أما مهاة أبو حراب التي كانت تقطن في ما مضى معظم أنحاء شمال أفريقيا فهيَ لا زالت تصنف حالياً على أنها منقرضة في البرية منذ عام 1999، ولم يُعَد استقدامها منذ ذلك الوقت إلا لتونس، كما أن أعداداً ضئيلة جداً تبقت منها في برية تشاد والنيجر.

## أصل التسمية
سُمِّي هذا الحيوان بهذا الاسم تيمناً بالبلورة شديدة البياض -التي تحمل نفس الاسم- عند قدماء العرب، فسميت المهاة بذلك أيضاً تشبيهاً لبياضها الكبير ببياض البلورة. جاءَ في كتاب لسان العرب في تعريف المهاة:
تُسمَّى المهاة في اللغة اللاتينية بـ«أوريكس»، وهو مصطلح مشتق من الكلمة الإغريقية "Ὂρυξ" (أي "oryx" بالأبجدية اللاتينية) التي تَعني بالأصل «المعول»، وقد كانت تستخدم هذه الكلمة في الأناجيل الإغريقية واللاتينية القديمة للإشارة إلى كل الحيوانات آكلة النبات من العواشب الصغيرة إلى الثيران الضخمة.

## الانتشار والموطن

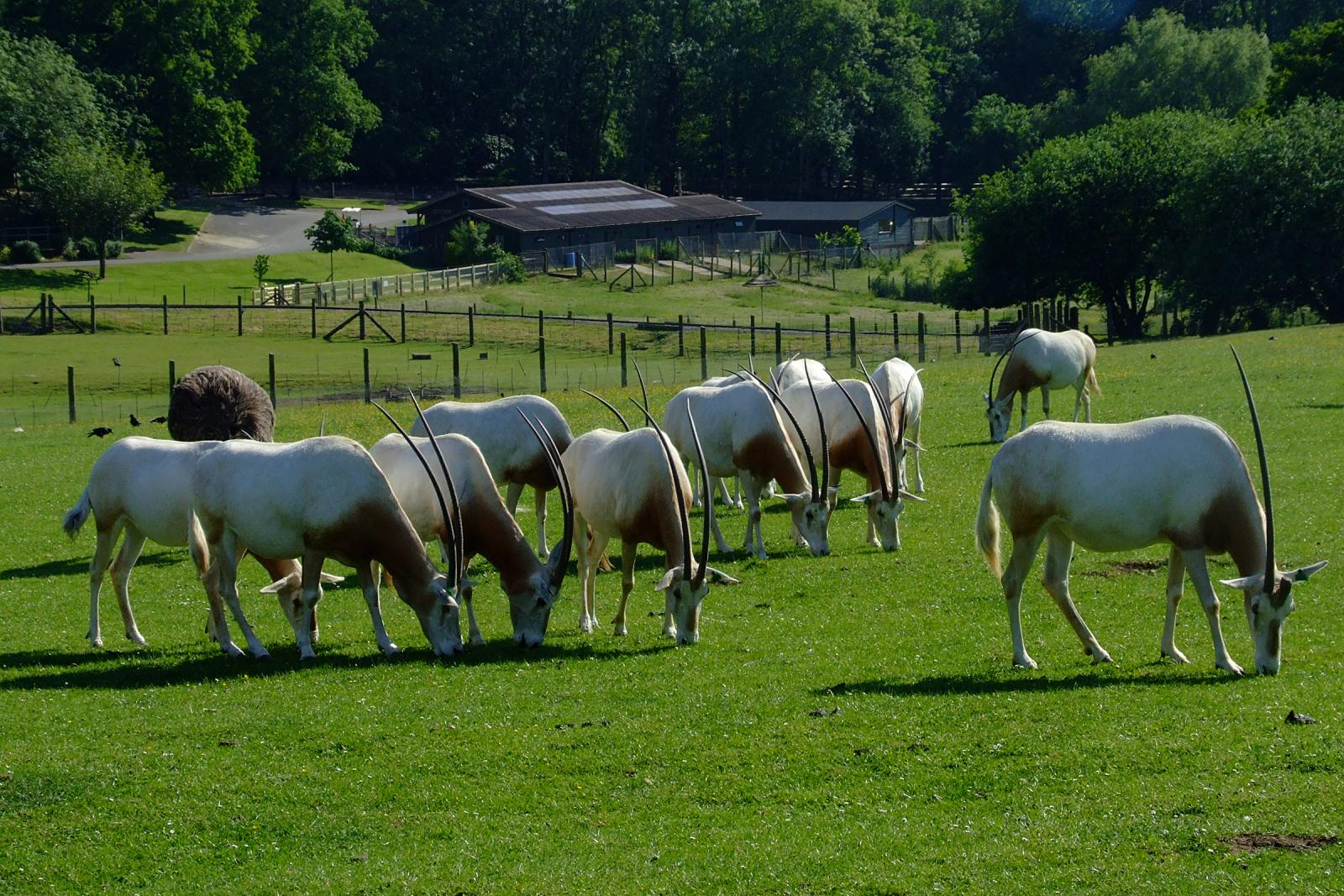
قطيع صغير من مهاة أبو حراب في حديقة حيوان ببريطانيا، وهي حيوانات تُعد منقرضة في البرية حالياً، وباستثناء أعداد ضئيلة منها في تشاد والنيجر فكل ما تبقى منها هو حيوانات في الأسر كهذا القطيع.

تقطن حيوانات المهاة في الأصل البيئات الجافَّة وشديدة الحرارة التي تتكيَّف معها تكيفًا جيدًا، مثل الصحارى والمناطق شبه الصحراوية بالإضافة إلى المروج العشبية الجافة والسهول الجافة والسافانا المشجَّرة وسفوح المناطق الصخرية.
كان لدى أنواع المهاة الأربعة في ما مضى انتشار جغرافيٌّ واسع يَشمل شبه الجزيرة العربية والعديد من مناطق قارة أفريقيا ذات المُناخ الجافّ. إذ يُعتقد أن المهاة العربية كانت تقطن فيما مضى معظم الجزيرة العربية، في بلدان اليمن وعمان والسعودية والإمارات وقطر والبحرين والكويت، بالإضافة إلى أجزاء من العراق وسوريا والأردن وفلسطين وشبه جزيرة سيناء في مصر، أما حالياً فقد أعيد استقدامها - بعد أن واجهت شبه الانقراض - إلى عمان والإمارات والسعودية والأردن وإسرائيل، وكانت قبلها قد صُنفت رسمياً كمنقرضة في البرية. ولم تختلف الحال كثيراً بالنسبة إلى مهاة أبو حراب، التي كانت تقطن هي الأخرى مساحات شاسعة تشمل معظم شمال أفريقيا، وكانت تمتد مناطق وُجودها من مصر والسودان شرقاً حتى المغرب وموريتانيا وتونس غرباً عبر الصحراء الواسعة بين هذه البلدان، أما حالياً فلم يَبقى من انتشارها الجغرافي الأصلي سوى شريط ضيق من الأراضي الصحراوية وشبه الصحراوية في وسط شمال أفريقيا بدولتي تشاد والنيجر، كما أعيد استقدامها حديثاً إلى تونس.
تقطن المهاة شرق الإفريقية في الوقت الحاضر منطقتين رئيسيتين (وأحياناً تصنف حيوانات كل من المنطقتين كتحت نوعين منفصلين)، وهما منطقتان جافّتان تقع إحداهما في الصومال بمنطقة القرن الأفريقي، والثانية إلى الجنوب منها في منطقة تمتدُّ من شمال شرق تنزانيا إلى جنوب كينيا. وأما المهاة جنوب الإفريقية - أكبر أنواع المهاة الأربعة - فهي تقطن صحراء كلهاري الواسعة، في منطقة تمتد بين دولتي ناميبيا وبوتسوانا.

## الوصف

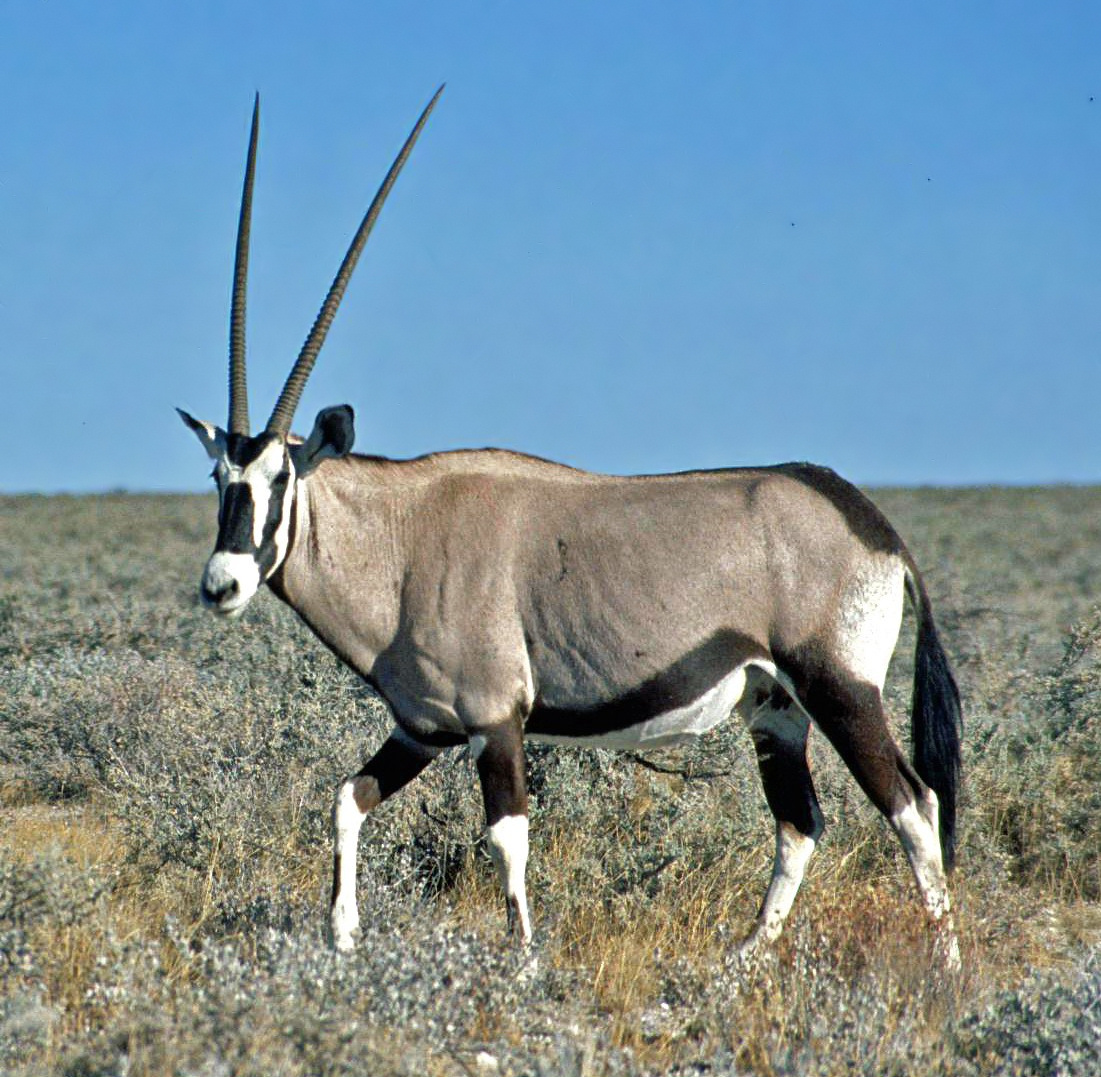
مهاة جنوب إفريقية في صحراء ناميبيا.

ظباء المهاة هي حيوانات كبيرة الحجم وقوية البنية وشديدة السرعة، إذ يَبلغ ارتفاعها عند الكتف 1.4 متراً، فيما أن طول جسدها يَتراوح من 1.5 إلى 2.4 م ووزنها يَتراوح من 90 إلى 200 كيلوغرام، بل ويُمكن أن يصل إلى أكثر من 250 كلغم. ويَتشابه كل من ذكر وأنثى المهاة إلى حد كبير في البنية الجسدية وطول القرون وغير ذلك، إلى حد يَجعل الصيادين يَخلطون بينهما أحياناً، لكن أكبر فرق يُمكن تمييزهما عن بعضهما من خلاله هو شكل القرون، إذ أن قرون الذكور تكون مستقيمة تماماً، فيما أن قرون الإناث تنتحني إلى الخلف انحناءة مُشابهة لانحناءة السيوف العربية القديمة.

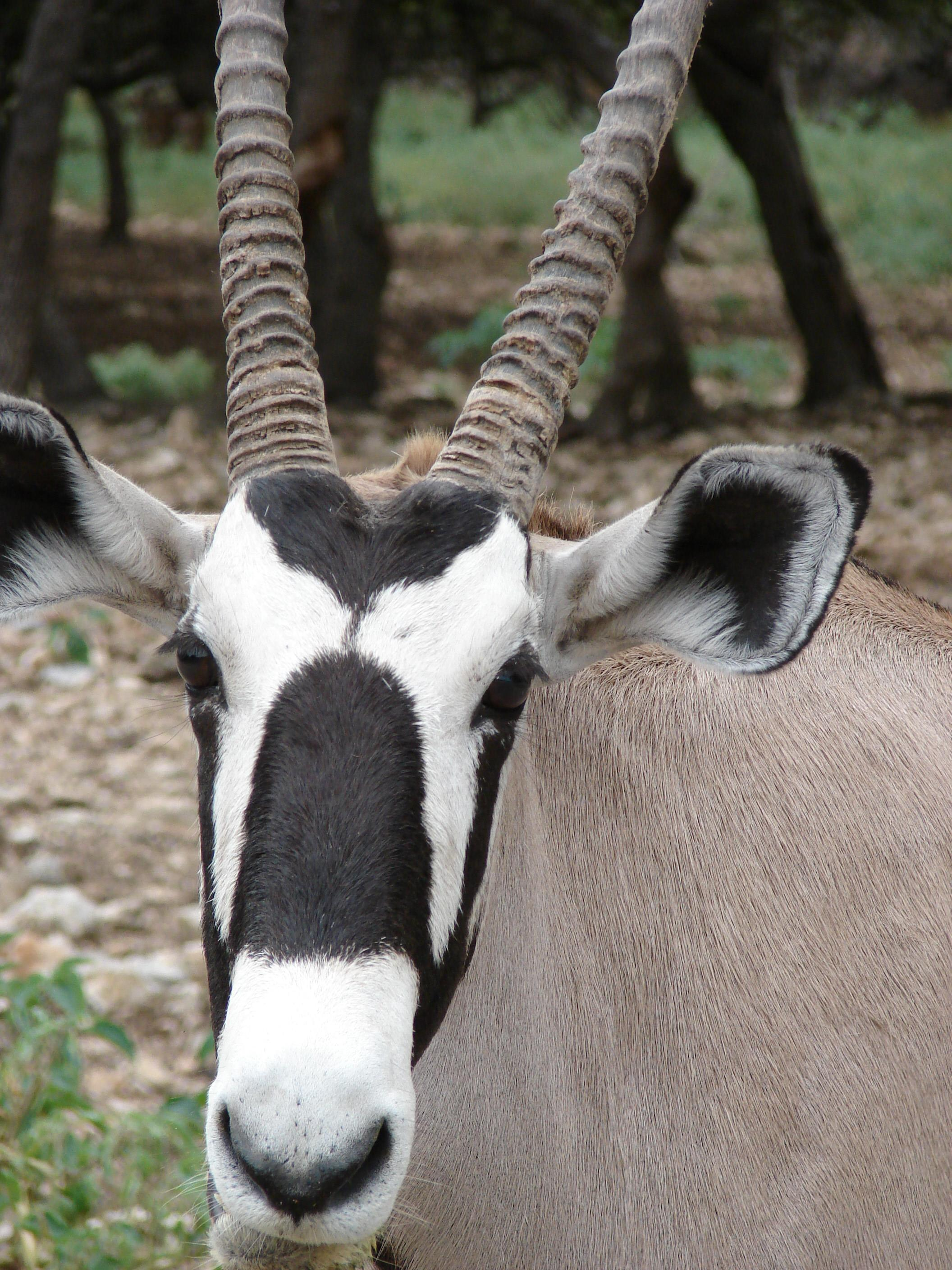
نمط العلامات السوداء على وجه وآذان المهاة، ففي الوسط يَظهر الشكل الثلاثي على وجهها، وعلى جانبيه يَمتد الخطان من جذري القرنين حتى أسفل الذقن، بالإضافة إلى حواف الأذنين السوداء.

رقاب المهاة عريضة شبيهة برقاب الأحصنة وعليها شعر قصير، وأما جسدها فهوَ عضليٌّ قويُّ البنية، ولونه فاتحٌ بحيث يَعكس ضوء الشمس ويَقيها الحرارة الشديدة في بيئتها الطبيعيَّة الصحراوية. ويُميز وجهها شكل ثلاثي من العلامات السوداء في وسطه وخطان أسودان إضافيان يَنسدلان من أعلى الرأس عند جذر القرنين وحتى أسفل الذقن. وتترافق هذه العلامات على الوجه التي تمتد نزولاً عبر الذقن وحتى الصدر مع عَلامات سوداء أو بنية أخرى على آذان المهاة وأرجلها تعطيها نمطاً مميزاً خاصاً، حيث أن لون هذه العلامات الأسود يَمنحها تبايناً كبيراً معَ الوجه الأبيض والجسد فاتحِ اللون. آذان المهاة قصيرة عُموماً ولها حافة دائرية الشكل، وتنتهي هذه الآذان بحافة سوداء. كما تُوجد حلقة سوداء تطوِّق الحنجرة وتُتابع نزولاً حتى تبلغ صدر الحيوان، يُنظارها خط أسود نحيل آخر يمتد على الظهر بحذاء العمود الفقري. أرجل المهاة الأماميَّة بيضاء اللون في مُعظمهاة، وتمتدُّ عليها حلقات سوداء فوق الركبة بقليل، وأما الذيل فهوَ طويل وأسود اللون.
وفي حالة المهاة العربية خصوصاً فإن جسدها يَغلب عليه البياض، والخطوط السوداء على الأرجل الأمامية غير موجودة عندها أو أنها تكون خفيفة جداً، حتى أن اسمه العلميّ "Oryx leucoryx" يَعني «المهاة البيضاء»، لكن مع ذلك فإن أرجلها تُصبح أغمقَ لوناً في الشتاء لامتصاص حرارة الشمس قدرَ الإمكان.

### القرون

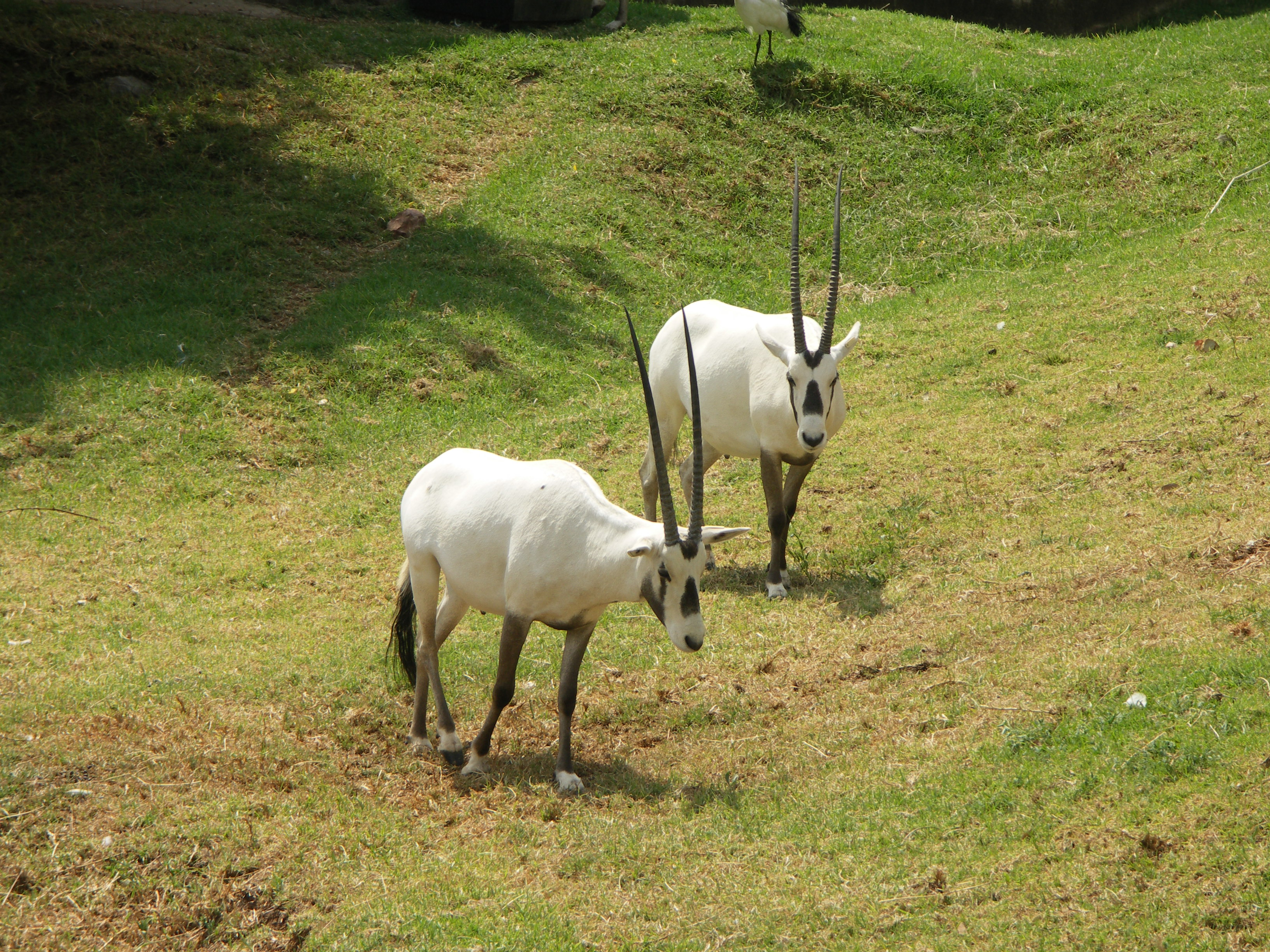
مهاة عربية في حديقة حيوان بجنوب أفريقيا.

لدى حيوانات المهاة قرونٌ مُميَّزة حادَّة ونحيلة وبالغة الطول، إذ يَتراوح طولها من نحو 0.6 إلى 1.4 متر، ويَمتلكها الذكور والإناث كلاهما، إذ أن شكلها يُعَدُّ من العلامات البارزة للتفريق بين الجنسين، فقرون الذكور تكون مُستيقمة تماماً فيما تكون قرون الإناث منحنية قليلاً إلى الخلف بنسق يُشبه نسق السيوف العربيِّة القديمة، وهذا يَعني أن قرون الإناث مطلوبة أكثر بالنسبة للصيَّادين من قرون الذكور. وقد منحت للمهاة قرونها المميَّزة كِنياتاً معيّنة في بعض المناطق مثلَ «ظباء الرِّماح» و«ظباء السيوف»، كما أن مهاة أبو حراب أخذت اسمها نفسه من قرونها التي تُشبَّه بالسيوف العربية القديمة (الحراب).
تتألف قرون ظباء المهاة من مادة الكيراتين، وهيَ تنمو على رأس حيوان المهاة خلال حياته، وتُعطيه أفضلية كبيرة في نزاعاته سواء مع أعدائه من مفترسيه أو من بني جنسه. فقرون المهاة هي أسلحة قوية جداً، وسُجِّل في بعض الحالات قتل المهاة أسوداً بها. وعُموماً تستخدم الإناث هذه القرون غالباً في الدفاع عن نفسها وعن أطفالها ضد هجمات مُفترسيها، وأما الذكور فغالباً ما تستخدمها للدفاع عن مناطقها وطرد حيوانات المهاة الأخرى التي تُحاول الاقتراب.

## التصنيف
تُصنَّف المهاة كجنس ضمن رتبة شفعيات الأصابع وفصيلة البقريات. يُوجد جدل واسعٌ علمياً حول التصنيف الداخليِّ لمجموعة المهاة، فبعض المُصنِّفين على سبيل المثال يَضعون أنواع المهاة الأربعة كلها في نوع واحد لا غير، لكن مع ذلك فإن من الأشيع تصنيفها كأربع أنواع مختلفة. توجد - عدى عن هذه - مشاكل أخرى في تصنيف بعض الأنواع، فمعَ أن صحَّة تصنيف المهاة العربية ومهاة أبو حراب كنوعين مستقلين متفق عليها على نطاق واسع، غيرَ أن الأمر ليس ذاته مع النوعين الآخرين. فليس من المُتفق عليه بعد ما إذا كانت المهاة الشرق إفريقية يُفتَرَض أن تكون تحت نوع من المهاة الجنوب إفريقية أم لا، حيث يَعتبرها البعض نوعاً مستقلاً، فيما يَعتبرها آخرون تابعة للنوع الثاني، بل ويَذهب بعض المصنفين إلى وضع ثلاث تحت أنواع تحت لواء نوع المهاة الجنوب إفريقية، هي «المهاة الجنوب إفريقية» ذاتها (باللاتينية: Oryx. gazella) و«المهاة الشرق إفريقية» (باللاتينية: Oryx. beisa) و«المهاة مهدّبة الأذن» (بالإنجليزية: fringe-eared oryx).

## السلوك والحياة

### التكاثر ودورة الحياة

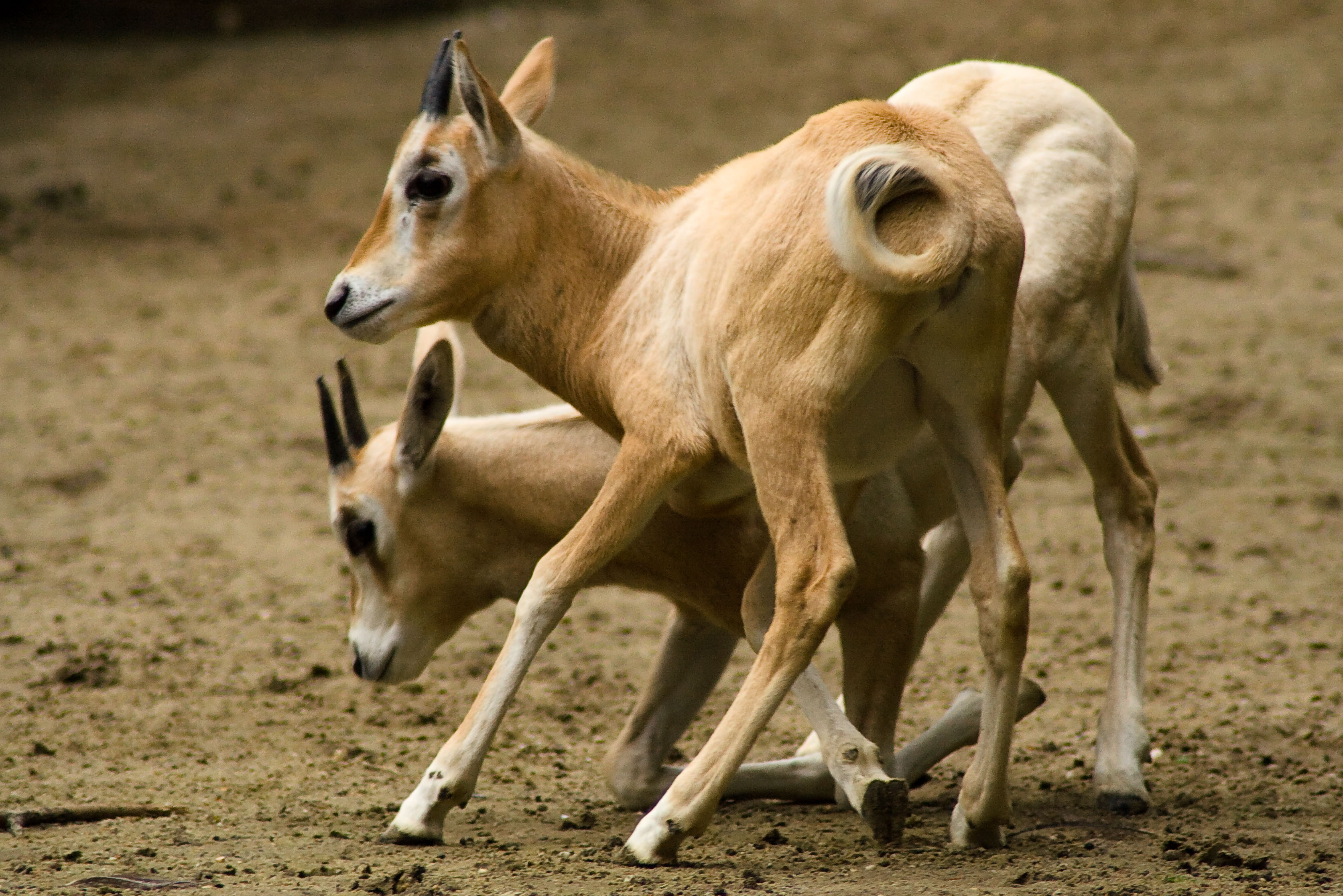
عجلان يافعان لمهاة أبو حراب.

لا تملك ظباء المهاة موسم تزاوج معيَّن، إذ يُمكنها أن تتزاوج في أي وقت كانَ من العام، لكن مع ذلك فإن مُعظم ولاداتها تكون بين شهري ديسمبر وأبريل من العام. وفي كل قطيع لا يُمكن سوى للذكر المُسيطر أن يَتزاوج مع الإناث. بعد التزاوج تستمرُّ فترة الحمل مدة 8.5 إلى 9 أشهر، وبعدها تضع الأنثى مولوداً واحداً فقط، ومثل معظم الثدييات الأخرى ذات الحوافر فإن المولود الجديد يَكون قادراً على المشي وراء أمه خلال ساعة واحدة فقط بعد الولادة. وعند ولادة العجل وبعدها لأسبوعين أو ثلاثة تنفصل الأم عن القطيع لتلد عجلها وتخبأه بعيداً، وتستمرُّ بزيارته بعدها مرتين إلى أربع مرات في اليوم لرعايته وإطعامه. عندما يلد عجل المهاة يَكون وزنه حوالي 10 كيلوغرامات، ويكون لونه بنياً، فيما لا تظهر العلامات السوداء عليه حتى يُصبح مستعداً للعودة إلى القطيع مع أمه بعد انقضاء فترة الأسبوعين أو الثلاثة.
بعدَ مضي ثلاثة أشهر ونصف على ولادة العجل يُغطى بنفس كساء المهاة البالغة، وعند بلوغه عمر 6 إلى 9 أشهر يُصبح قادراً على التغذي بنفسه ويَتوقف عن الرضاعة من أمه، ومنذ ذلك الوقت فصاعداً يَنفصل عن أمه لكنه يَبقى مع القطيع الذي ترعرع به، ولو أن مُعظَم الذكور اليافعة سرعان ما تترك القطيع لتأسس لنفسها قطعانها الخاصَّة. وأما الأم نفسها فإنها تُصبح قادرة على التزاوج مجدداً بعد أن يَتركها عجلها بقليل. تصل حيوانات المهاة اليافعة إلى مرحلة النضج الجنسي عند بلوغ عُمر 18 إلى 24 شهراً (عام ونصف إلى عامين)، ويُمكنها أن تَعيش حتى عمر 20 عاماً في ظروف الرَّعي الجيدة، غير أن الجفاف قد يُقصِّر من عمرها إلى حد كبير.

### الغذاء

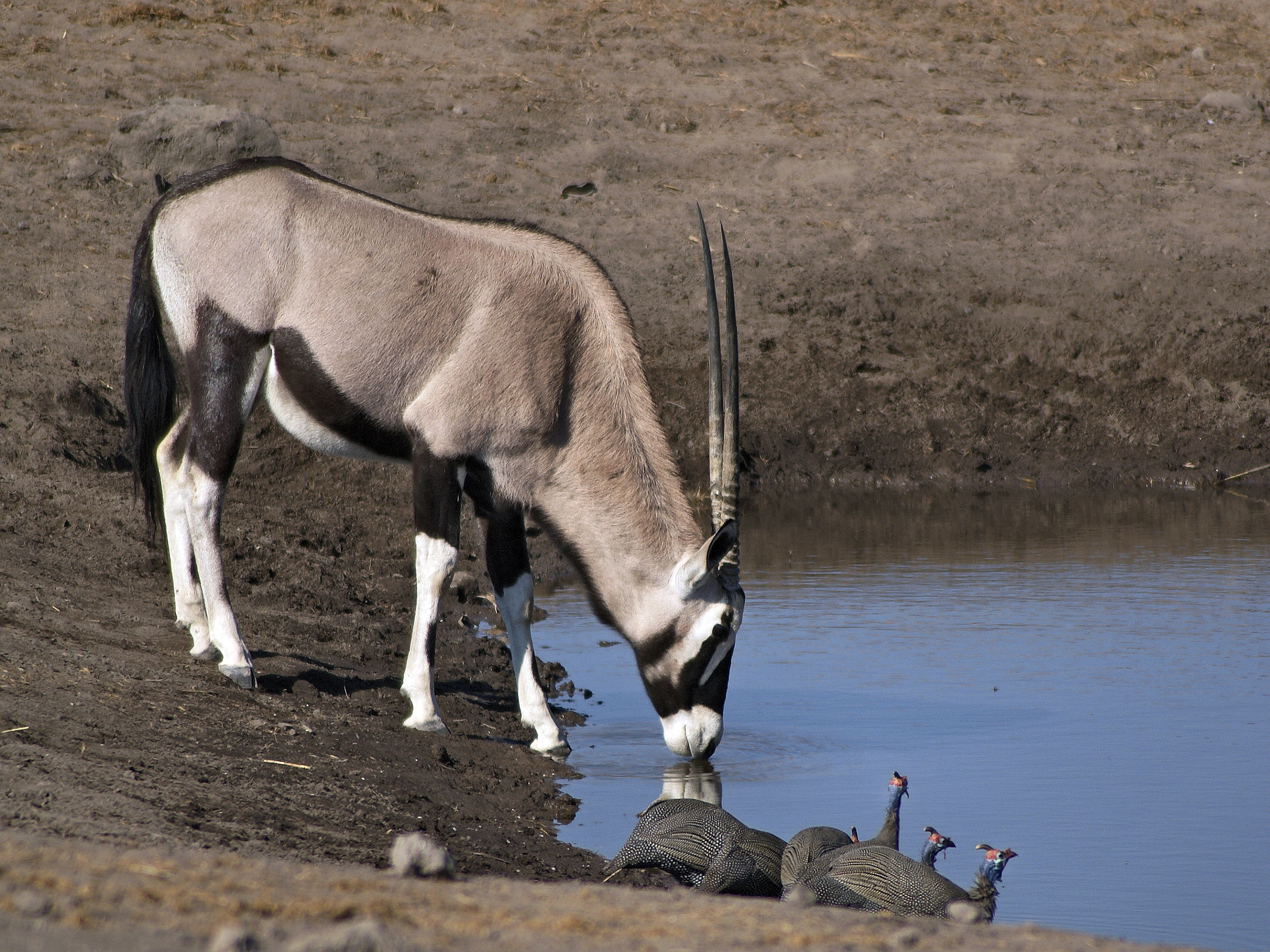
مهاة جنوب إفريقية تشربُ من بركة ماء في منتزه إيتوشا الوطني بدولة ناميبيا.

ظباء المهاة هي حيوانات عاشبة وراعية، إذ يَتألف غذاؤها الأساسيُّ من أوراق الشجر الثخينة والعشب الخشن، كما تعتمد في البيئات الصحراوية الجافة على الشجيرات الشائكة وفاكهة الشمام بالإضافة إلى بعض الجذور التي تستخرجها من تحت الأرض بالحفر بحثاً عنها. إذا كان الماء مُتوفراً للمهاة فإنها تشرب منه دائماً طالما أنه موجود، لكن عندما لا يَكون موجوداً فيُمكن لجميع أنواعها الأربعة الصُّمود لفترات طويلة دونه. فمن المعروف عن حيوانات المهاة أنها قادرة على العيش لأسابيع عديدة دون شرب قطرة ماء واحدة، حيث أن كلاها مهيأة للحدِّ من خسارة الجسم لمائه إلى أكبر قدرٍ مُمكن عن طريق الحد من البول والتعرق قدرَ الإمكان (فهي لا تتعرق إلا عندما تتجاوز حرارة جسدها 46ْ مئوية)، كما أنها قادرة على استخلاص بعض الماء من الأوراق وعصارات النباتات وثمار الشمام التي تأكلها.
وبما أن النباتات التي تتغذى المهاة عليها مُتكيِّفة مع بيئتها الصحرواية أو شبه الصحراوية فإنها تجمع أكبر قدر مُمكنة من الرطوبة من الندى الذي يَتشكل في الليل والصباح الباكر، ولذلك فإن المهاة غالباً ما تتغذى قبل الفجر أو قبل الشروق بحيث تتمكن من جمع أكبر قدر مُمكن من الطعام والمياه من النباتات في الآن ذاته. تملك المهاة أيضاً حاسة شم قوية جداً تسمح لها بالتقاط رائحة الأمطار من على مسافات كبيرة، وعندما يَشم قطيع ما رائحة المطار من منطقة مُجاورة فإنه يّذهب إليها للتغذي على النباتات التي ستنمو هناك مسقية بماء المطر.

## القطعان

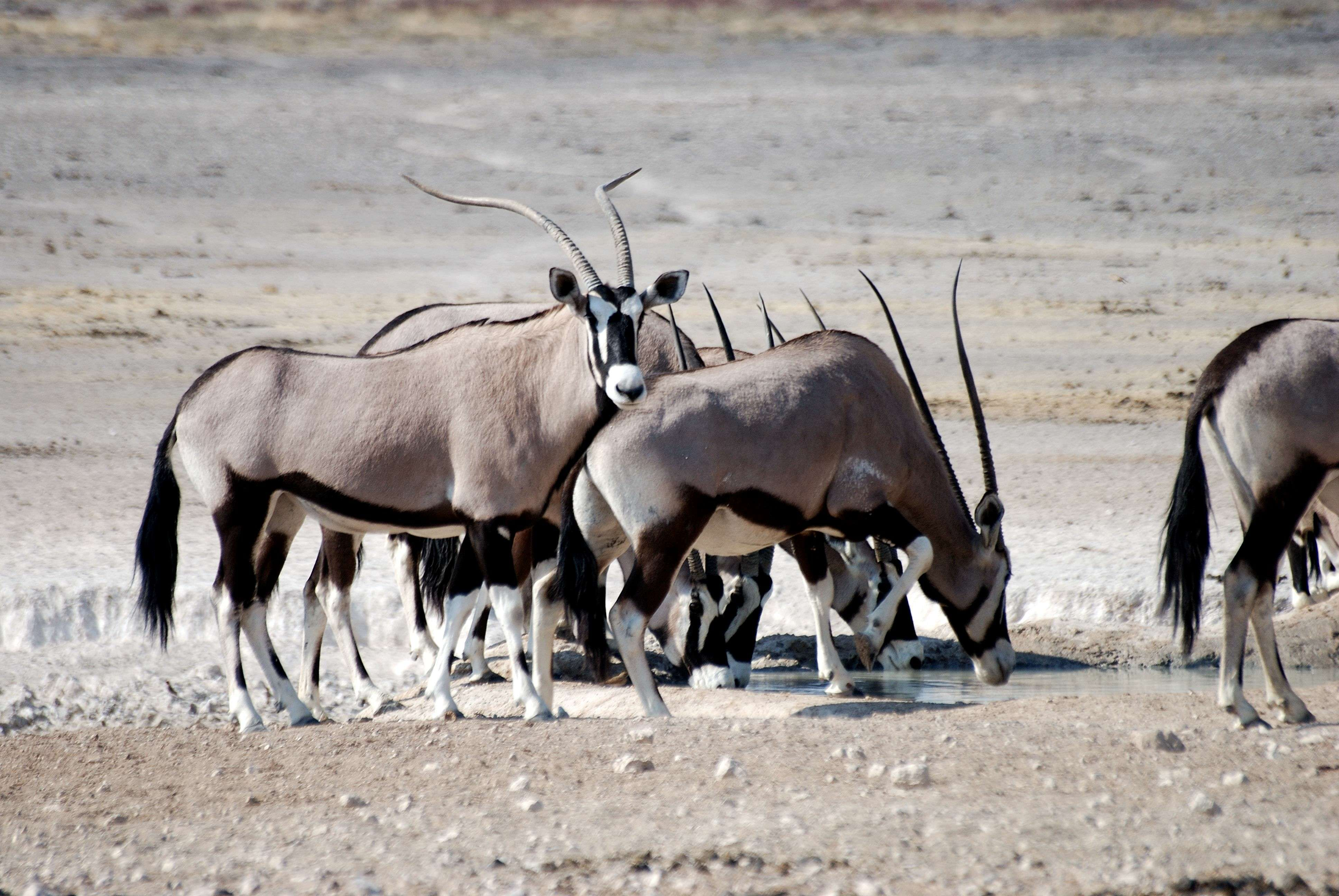
مجموعة من المهاة الجنوب أفريقية في منتزه إيتوشا الوطني في ناميبيا.

تختلف أنواع المهاة بين بعضها البعض، فمنها من يَعيش مستقراً في منطقة خاصة به مثل العديد من أنواع الحيوانات الأخرى، حيث تضع حدود منطقتها وتنبُّه إليها الظباء الأخرى بوضع الروث حولها، ومنها من تعيش (على عكس مُعظم الظباء الراعية الأخرى) في قطعان تتألف من 10 أفراد إلى 40 فرداً، وأحياناً يُمكن أن يَحوي القطيع الواحد أكثر من 200 فرد، خصوصاً في مناطق شرق أفريقيا. تتألف القطعان في مُعظمها من الإناث وأطفالهن، ويَترأسهن ذكر واحد هوَ الوَحيد القادر على التزاوج معَ الإناث، وغالباً ما لا يكون مرحباً في القطيع بالقادمين الجُدد.
يَعتمد تسلسل الهيمنة الهرمي فيما بين ذكور المهاة على عُمرها وحجمها، فالعجول يَبدؤون منذ عمر مبكِّر بالاقتتال مع بعضهم البعض لاختبار قوَّتهم، ومع بدء تأسُّس مراتب اجتماعية للهيمنة بينهم تبدأ حاجتهم إلى القتال بالأفول. ولاحقاً تُغير طريقة تأسيس المراتب الاجتماعية بينها إلى استعراضات غريبة للقوة تحرص فيها الحيوانات على عدم إيذاء نفسها بحيث تكون منافستها رمزية أكثر من قتالية، وهي تشمل مشياً ووثباً بطيئين وتلويحاً بالقرون، لكن أحياناً يُمكن أن تنشبَ اشتباكات بينها بقرونها.
تتغيَّر تركيبة قطعان المهاة باستمرار وفقاً للحاجة والوضع، فمثلاً إذا كان أحد الأفراد يُريد أن يَشرب فإنه يُشكل مجموعة صغيرة تذهب إلى المياه وتشرب ثم تعود بعد برهة، أو إذا كانت هناك مجموعة من الإناث معهن عجول فإنهن يُشكلن مجموعة تتحرَّك أبطأ خلف باقي القطيع. ويَستخدم أفراد القطيع نظرات العيون للتواصل فيما بينهم.
يَشمل مفترسو المهاة حيوانات صحراوية وسهلية مختلفة، منها الأسود والضباع والكلاب البرية.

## حالة الانحفاظ

### المهاة العربية

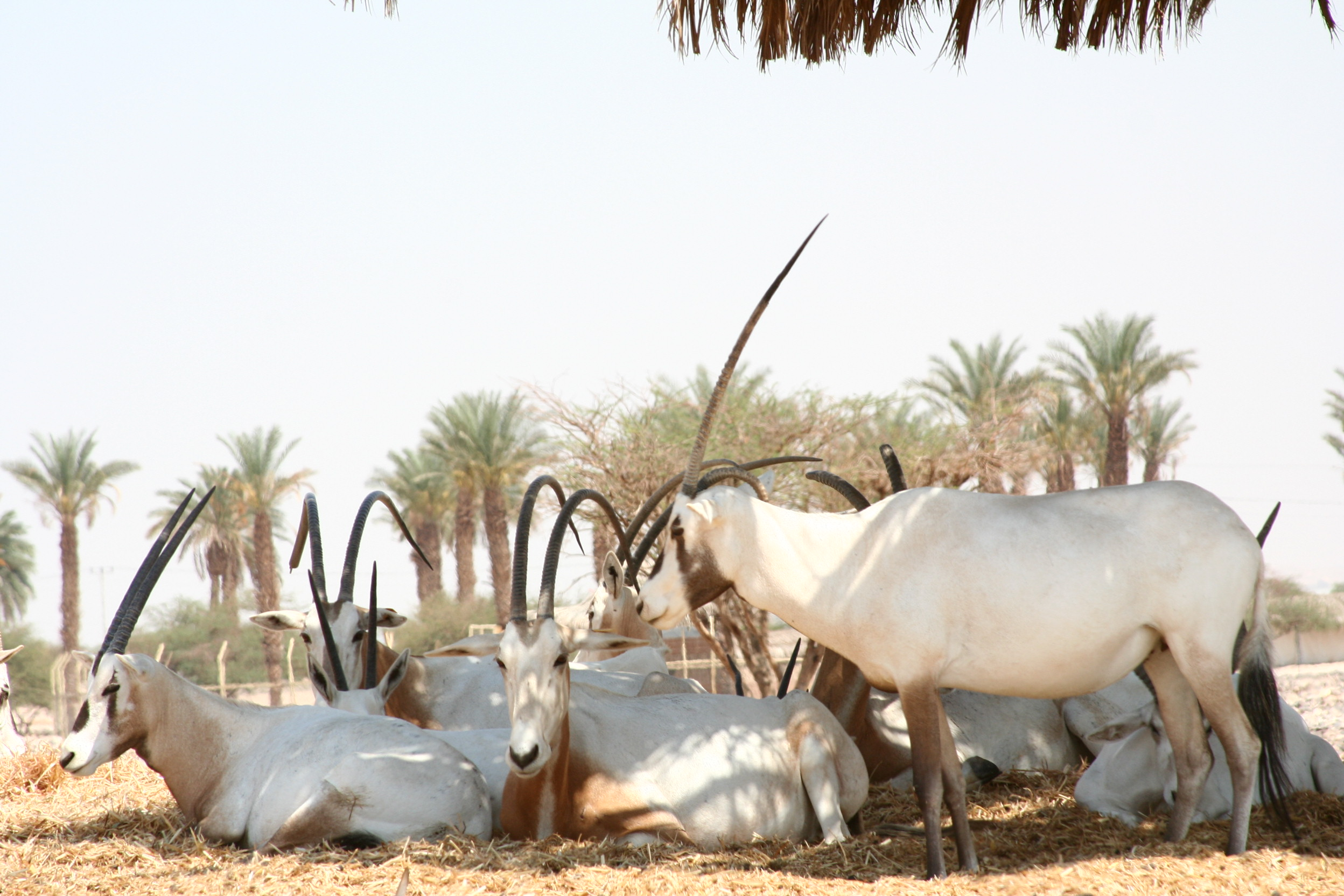
قطيع صغير من المهاة العربية في مزرعة إسرائيلية.

يُوجد نوعان مهددان حالياً من المهاة ونوعان لا زالا يَملكان أعداداً مستقرة، فمهاة أبو حراب تصنف حالياً كمنقرضة في البرية، والمهاة العربية كانت تصنف كذلك في الماضي غيرَ أنها تُعتَبر الآن غير محصنة لا أكثر، وأما المهاة جنوب وشرق الأفريقية فهي ليست مهددة بالانقراض على الإطلاق.
في عام 1800 كانت المهاة العربية تجوب معظم أنحاء شبه الجزيرة العربية وفق ما تدل عليه المعلومات التي جُمعت من المصادر التاريخية، وكانت لا تزال في وضع مستقرٍّ من حيث أعدادها آنذاك. وقد كان انتشارها الجغرافيُّ يَشمل في ذلك الوقت بلدان اليمن وعمان والإمارات والسعودية وقطر والبحرين والكويت والعراق وسوريا والأردن وفلسطين بالإضافة إلى شبه جزيرة سيناء في مصر. وكانت بؤرات وُجودها الأساسية تنتشر فيما بين صحراء النفوذ في شمال شبه الجزيرة العربية وصحراء الربع الخالي في جنوبها، إذ من المحتمل أن أعدادها كانت متركزة هناك، كما أنها قطنت صحراء الدهناء الواصلة بين الصحرائين، ولو أنه ليس من المَعروف ما إذا كانت قد قطنت هضبة نجد التي تتوسط شبه الجزيرة العربية، ومن المُحتمل أيضاً أن تكون مناطق تواجدها قد امتدت حتى ضفاف نهر الفرات في العراق وسوريا، وليس من المُتوقع أن يكون انتشارها قد امتد أكثر شرقاً وراء الفرات، وأما تواجدها في فلسطين وسيناء فلا زالَ موضع تساؤل، لكن معَ ذلك فإن الحدود الدقيقة لانتشار المهاة العربية الجغرافي التاريخي عبرَ كافَّة هذه المناطق غير معروفة.

### الصيد الجائر
بدأت وتيرة الصيد الجائر المُمارس على المهاة بالازدياد مع مطلع القرن العشرين، وبدأت مناطق تواجدها بالتشظي، حيث أصبحت تفصل بين أماكن تجمعها مئات الكيلومترات عبر الصحراء، وانحسر انتشارها حتى المناطق الرملية النائية. وبحلول خمسينيات القرن العشرين كانت قد انقرضت المهاة العربية من مناطق انتشارها الشمالية في الدهناء، بل وانقرضت أيضاً في غرب الربع الخالي ضمن انتشارها الجنوبيّ. ومع مطلع السيتينيات كانت المناطق الوحيدة التي لا زالت تقطنها المهاة في شبه الجزيرة العربية هي «وادي ميتان» الواقعة بين عمان واليمن، وفي النهاية اصطيدت آخر مهاة عربية مُسجلة في منطقة جدة الحراسيس بعُمان عام 1972.

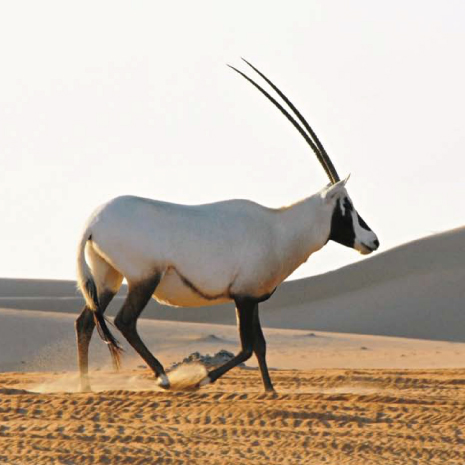
مهاة عربية معادٌ توطينها حديثاً بالمنطقة الغربية في إمارة أبو ظبي بدولة الإمارات العربية المتحدة.

لكن قبل سنوات من أن نتقرض المهاة العربية في البرية، كانت حديقة حيوان فونيكس في أريزونا بالولايات المتحدة الأمريكية قد أطلقت مهمَّة لإنقاذ المهاة العربية تحتَ مسمَّى «عملية المهاة». حيث بدأت الحديقة في عام 1962 مشروعاً لجمع آخر حيوانات المهاة المتبقية في البرية وحفظها في الحديقة بعد أن تسارعت وتيرة الصيد الجائر بشكل كبير في السنوات التي سبقت ذلك، وذلك لفتح مجال لإعادة المهاة العربية لاحقاً إلى البرية. وبالفعل جمعت الحديقة 7 حيوانات كانت نواة قطيع الحديقة المستقبلي الذي نمى حجمه كثيراً فيما بعد، وبذلك فتحت الحديقة مجال عمليات إعادة توطين لإرجاع المهاة العربية إلى موطنها السَّابق.
بعد نجاح عملية المهاة في السيتينيات بدأت عمليات إعادة التوطين الأولى في أواسط الثمانينيات، حيث جلبت حيوانات المهاة الأولى إلى برية عُمان عام 1986، وهو ما دفعَ الاتحاد العالمي للحفاظ على الطبيعة ومواردها إلى تغيير تصنيف المهاة العربية من نوع منقرض في البرية إلى نوع مهدد بالانقراض. أرسلت بالمجمل 20 مهاة إلى عمان بين عامي 1980 و1989، واستمرَّت أعداد المهاة العربية في عمان بالتنامي بعدها على مدى العقدين التاليين، وقد بلغت أعداد المهاة في عمان 450 رأساً بحلول عام 1996، لكن مع ذلك فسرعان ما انخفضت أعدادها إلى 65 رأساً فقط بحلول عام 2007 نتيجة لتقليص الحكومة العُمانية مساحة المنطقة المحميَّة بنسبة 90% لفتح المجال للتنقيب عن النفط، وهو ما جاء بالمزيد من الصيادين إلى المكان. وفي الأردن بدأت عمليات إعادة التوطين عام 1978 بـ11 حيواناً تم إكثارها في الأسر حتى عام 1983 عندما بلغ عددها 31 رأساً، وهنا أطلقت إلى البرية في محمية الشومري، وبلغ عددها 186 رأساً بحلول عام 1995. وفي السعودية بدأت برامج إعادة الإكثار بالعمل عام 1986، عندما جلب «المركز الوطني لأبحاث الحياة الفطرية» في الطائف 57 رأساً منها، وبعدها أعيد توطين المهاة العربية في عدة أجزاء من السعودية بينها غرب صحرء الربع الخالي، وبنهاية القرن العشرين كانت أعدادها في البلاد قد بلغت أكثر من 430 رأساً. وفي الإمارات بدأ مشروع تحت عنوان «برنامج إطلاق المهاة العربية» عام 2007 لإعادة هذه الحيوانات للمرة الأولى إلى البلاد منذ انقراضها، ونجح البرنامج بإطلاق ما لا يَقل عن 155 رأساً منها في إمارة أبو ظبي بعد بضعة أعوام من بدايته. وقد اشترت إسرائيل عام 1978 8 رؤوس من المهاة جلبتها إلى محمية حاي بار يوظفاتا، وبحلول عام 1998 كانت هناك أكثر من 110 رؤوس منها في المحمية.
حالياً أصبح يُوجد 1,000 رأس من المهاة العربية في برية العالم العربي، بالإضافة لـ6,000 إلى 7,000 رأس في الأسر في أنحاء العالم، الكثير منها في العالم العربي أيضاً. وقد دفعَ هذا التحسن الكبير في حال المهاة العربية الاتحاد العالمي للحفاظ على الطبيعة في شهر يونيو عام 2011 إلى تغيير تصنفيها من مهددة بالانقراض إلى غير محصنة.

### مهاة أبو حراب

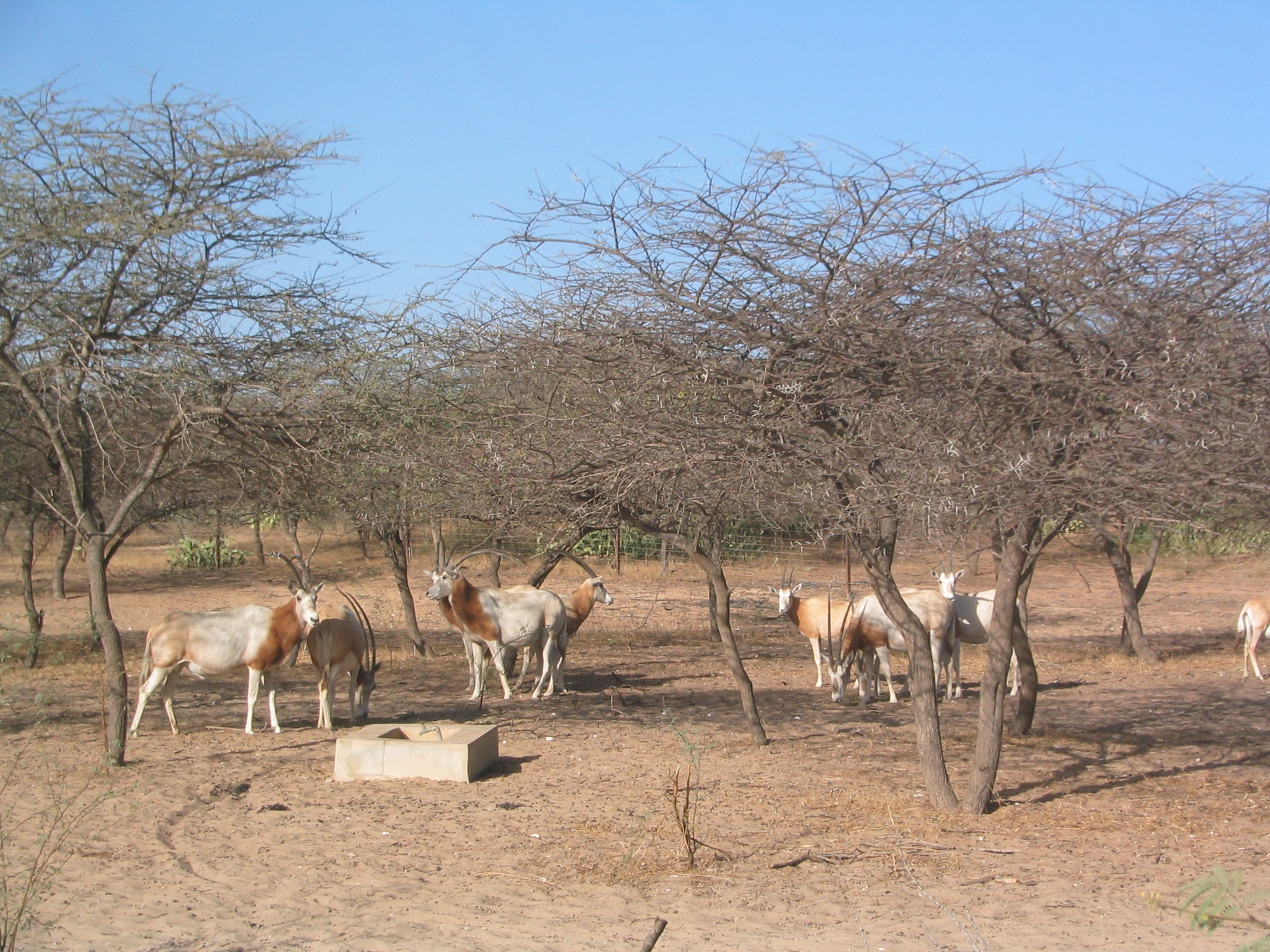
مجموعة صغيرة من حيوانات مهاة أبو حراب الثلاثين التي أعيد توطينها في السنغال.

كانت مهاة أبو حراب في الماضي إحدى أكثر الثدييات الكبيرة شيوعاً في شمال أفريقيا، فامتدَّ انتشارها الجغرافي من مصر شرقاً إلى المغرب غرباً، ومنهما شمالاً إلى السودان وموريتانيا جنوباً وعبر الصحراء الواسعة الممتدَّة بين هذه البلدان، إذ يَشمل انتشارها الجغرافي التاريخي بلدان مصر والسودان وليبيا وتونس والجزائر والمغرب وموريتانيا والسنغال وبوركينا فاسو ونيجيريا والنيجر. وأما أعدادها فقدرت عام 1900 بما يُقارب مليون رأس. لكن هذا الانتشار الواسع بدأ بالانحسار بحدَّة خلال القرن العشرين، وبحلول أواخر السبعينيات لم يَبقى من انتشاره الأصلي سوى أفراد قلائل في السودان ومالي وشريط صحراوي في تشاد والنيجر، حيث تبقت بضعة آلاف من هذه الحيوانات، لكنها سرعان ما اختفت نتيجة تبعات الحرب الأهلية في تشاد والصيد الجائر في النيجر، ففي عام 1985 بقيَ ما قدر بـ500 رأس منها في هذين البلدين، ثم في عام 1988 لم تبق سوى بضع عشرات، ويُعتقد أنها انقرضت في البرية في آخر الأمر بحلول عام 1999. وعلى الرغم من ورود بعض المشاهدات الحديثة لها في صحراء تشاد والنيجر إلا أن أياً من تلك المشاهدات لم تؤكد، وقد جرت مُحاولات للتحقق من هذه المشاهدات، غيرَ أنه لم يُعثر على أي حيوانات. وفي عام 2007 غيَّرَ الاتحاد العالمي للحفاظ على الطبيعة ومواردها تصنيف مهاة أبو حراب إلى «منقرضة في البرية».

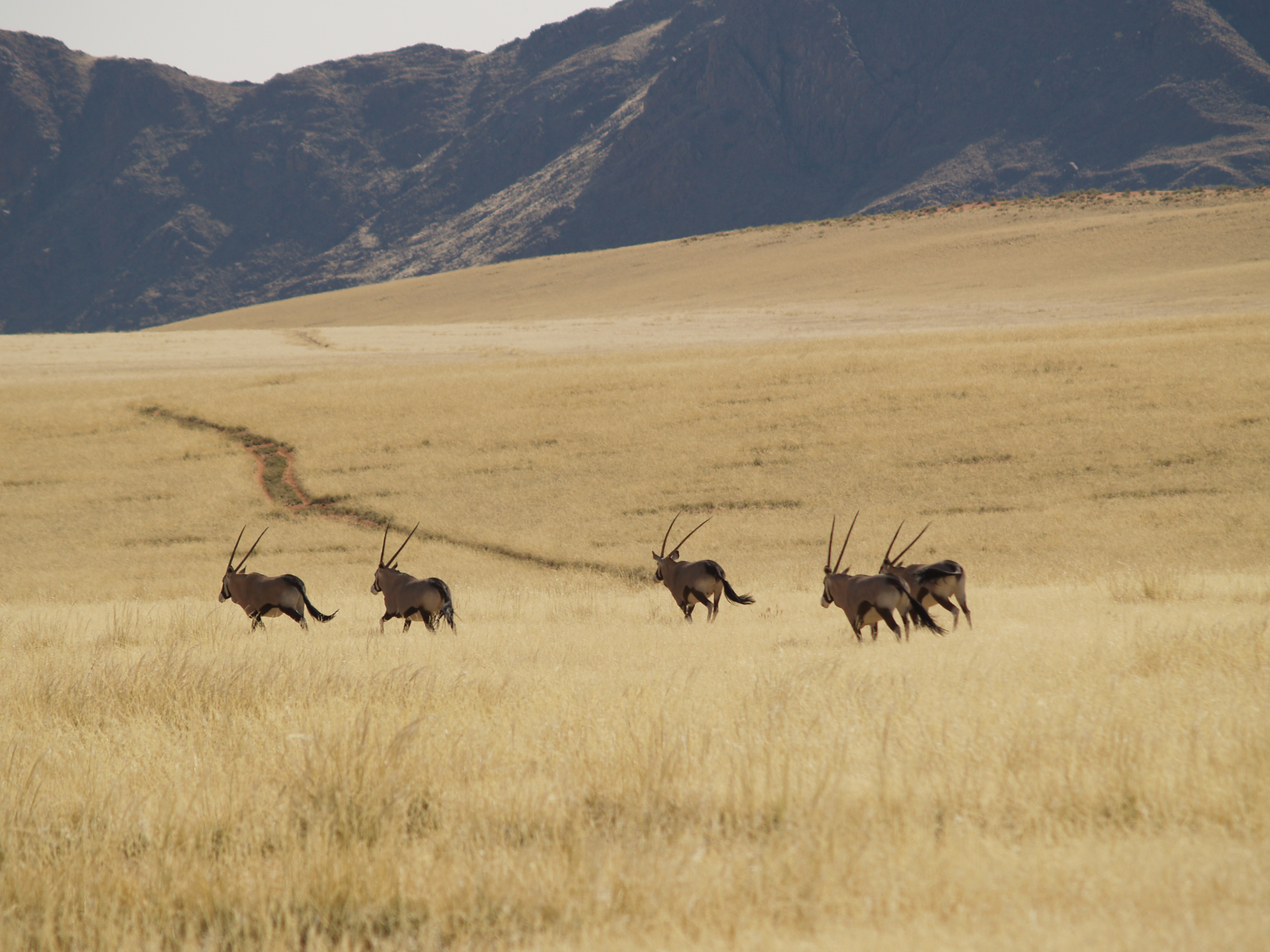
مجموعة صغيرة من المهاة جنوب الأفريقية تجوبُ سهول السافانا في ناميبيا.

بدأت عمليات إكثار مهاة أبو حراب في الأسر عام 1985، ولاحقاً أعيد توطين 8 رؤوس منها في تونس لإكثارها مجدداً هناك، وبحلول عام 1989 كان القطيع قد أنجب 4 عجول جديدة، وفي عام 2006 أصبحَ هنالك أكثر من 165 رأس من هذه الحيوانات في البلاد. كما أعيد توطينها في المغرب التي أوت 240 رأساً مُعادَ التوطين عام 2005 والسنغال التي أوت 30 رأساً عام 2004، وذلك تهييئاً لبرنامج إعادة توطين طويل الأمد لمهاة أبو حراب، لكن معَ ذلك فلا زالت هذه الحيوانات موضوعة في المحميات الطبيعية وليس من المخطط أن تُطلق إلى البرية عمَّا قريب نظراً إلى الأخطار التي قد تواجهها. وُطِّنَ أيضاً عدد من حيوانات مهاة أبو حراب في إسرائيل، على الرغم من أنها ليست جزءاً من الانتشار الجغرافي الأصلي لهذه الحيوانات.

### المهاة جنوب وشرق إفريقيا
لا يُواجه هذان النوعان من المهاة تهديدات حقيقية بشكل عام، وأعدادهما عالية بحيث لا تجعلهما في حال خطر بقدر نظيريهما الآخرين. يُعد الخطر المحتمل على حالة المهاة الشرق إفريقية منخفضاً، ويُصنفها الاتحاد العالمي للحفاظ على الطبيعة ومواردها كنوع قريب من الخطر. أما المهاة الجنوب إفريقية فتُقدَّر أعدادها حالياً بحوالي 275,000 رأس، ومعَ أن عددها هذا لا يُوحي بأنها مهددة فإن منافسة الماشية لها على المراعي في مناطق عديدة من أفريقيا تسبَّبت بانخفاضات حادة في أعدادها، ولا زال التغير المناخي وتدمير الموطن وعوامل أخرى تجعلها قيد التهديد. لكن على الرغم من هذا فإن الاتحاد العالمي للحفاظ على الطبيعة لا زال يُصنفها كنوع غير مهدد.

## معرض صور

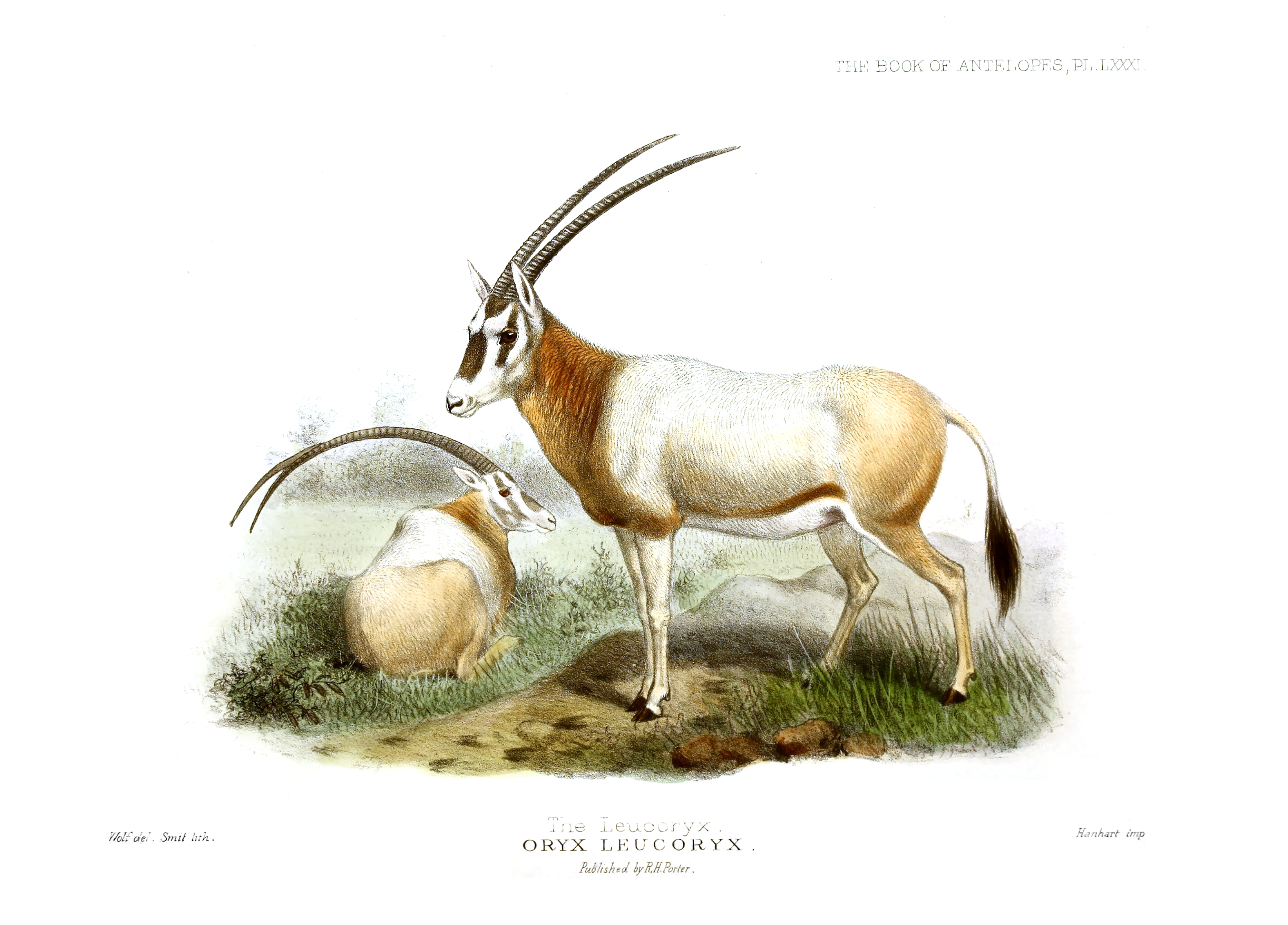
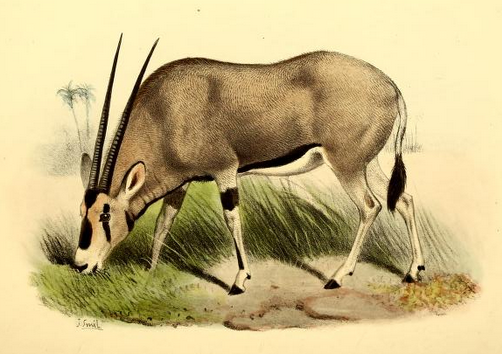
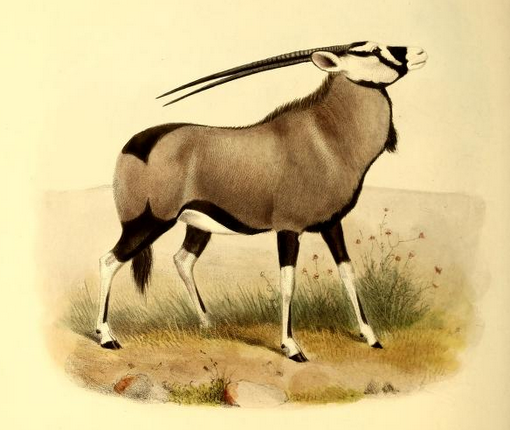
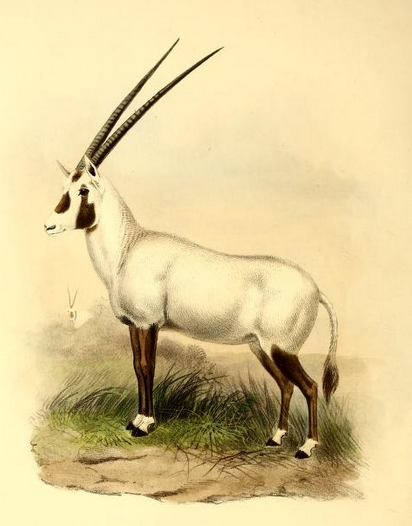

## مواضيع متعلقة
- محمية المهاة العربية.
- محميات عمان الطبيعية.

## وصلات خارجية
- برنامج حماية المهاة العربية في أبو ظبي.
- مشروع المهاة العربية في المملكة العربية السعودية.
- المركز الوطني لأبحاث الحياة الفطرية بالطائف: المهاة العربية.
- الحيوان البري في البلاد العربية من الموسوعة العربية العالمية.
- فيديو للمهاة الجنوب إفريقية.